# Madagaskarpapegaaiduif
De madagaskarpapegaaiduif (Treron australis) is een vogel uit de familie Columbidae (duiven).

## Verspreiding en leefgebied
De soort is endemisch in Madagaskar en telt twee ondersoorten:
- T. a. xenius: westelijk Madagaskar.
- T. a. australis: oostelijk Madagaskar.

De madagaskarpapegaaiduif was te zien in de tweede aflevering van de Britse natuurfilmdocumentaireserie Madagascar.